# ツール・ド・フランス1948
ツール・ド・フランス1948は、ツール・ド・フランスとしては35回目の大会。1948年6月30日から7月25日まで、全21ステージで行われた。

## 総合成績
| 順位 | 選手名               | 国籍           | 時間            |
| ---- | -------------------- | -------------- | --------------- |
| 1    | ジーノ・バルタリ     | イタリア       | 147時間10分36秒 |
| 2    | ブリック・ショット   | ベルギー       | +26分16秒       |
| 3    | ギュイ・ラペビー     | フランス       | +28分48秒       |
| 4    | ルイゾン・ボベ       | フランス       | +32分59秒       |
| 5    | ジャン・キルシェン   | ルクセンブルク | +37分53秒       |
| 6    | ルシアン・テセール   | フランス       | +40分17秒       |
| 7    | ロジェ・ランブルシュ | ベルギー       | +49分56秒       |
| 8    | フェルモ・カメリーニ | イタリア       | +51分36秒       |
| 9    | ルイ・ティエタール   | フランス       | +55分23秒       |
| 10   | レイモン・アンパニ   | ベルギー       | +1時間00分03秒  |

### マイヨ・ジョーヌ保持者
| 選手名               | 国籍     | 首位区間       |
| -------------------- | -------- | -------------- |
| ジーノ・バルタリ     | イタリア | 第1、第14-最終 |
| ジャン・アンジェル   | ベルギー | 第2            |
| ルイゾン・ボベ       | フランス | 第3、第6-第13  |
| ロジェ・ランブルシュ | ベルギー | 第4-第5        |

### 各部門賞結果
| 第35回 ツール・ド・フランス 1948 |                                  |
| 全行程                           | 21区間、 4922km                  |
| 総合優勝                         | ジーノ・バルタリ 147時間10分36秒 |
| 2位                              | ブリック・ショット +26分16秒     |
| 3位                              | ギュイ・ラペビエ +28分48秒       |
| 4位                              | ルイゾン・ボベ +32分59秒         |
| 5位                              | ジャン・キルシェン +37分53秒     |
| 山岳賞                           | ジーノ・バルタリ 62ポイント      |
| 2位                              | アポ・ラザリデ 43ポイント        |
| 3位                              | ジャン・ロビック 38ポイント      |